# 欣杜斯坦恰布莱镇
欣杜斯坦恰布莱镇（Hindusthan Cables Town），是印度西孟加拉邦Barddhaman县的一个城镇。总人口22152（2001年）。

## 人口
该地2001年总人口22152人，其中男性11561人，女性10591人；0—6岁人口2147人，其中男1132人，女1015人；识字率79.37%，其中男性为84.40%，女性为73.87%。